# رافائل (بازیکن فوتبال، زاده ۱۹۸۹)
رافائل (انگلیسی: Rafael؛ زادهٔ ۲۳ ژوئن ۱۹۸۹) بازیکن فوتبال اهل برزیل است.
از باشگاه‌هایی که در آن بازی کرده است می‌توان به باشگاه ورزشی کروزیرو اشاره کرد.
وی همچنین در تیم ملی فوتبال زیر ۲۰ سال برزیل بازی کرده است.